# Mravaljamieri

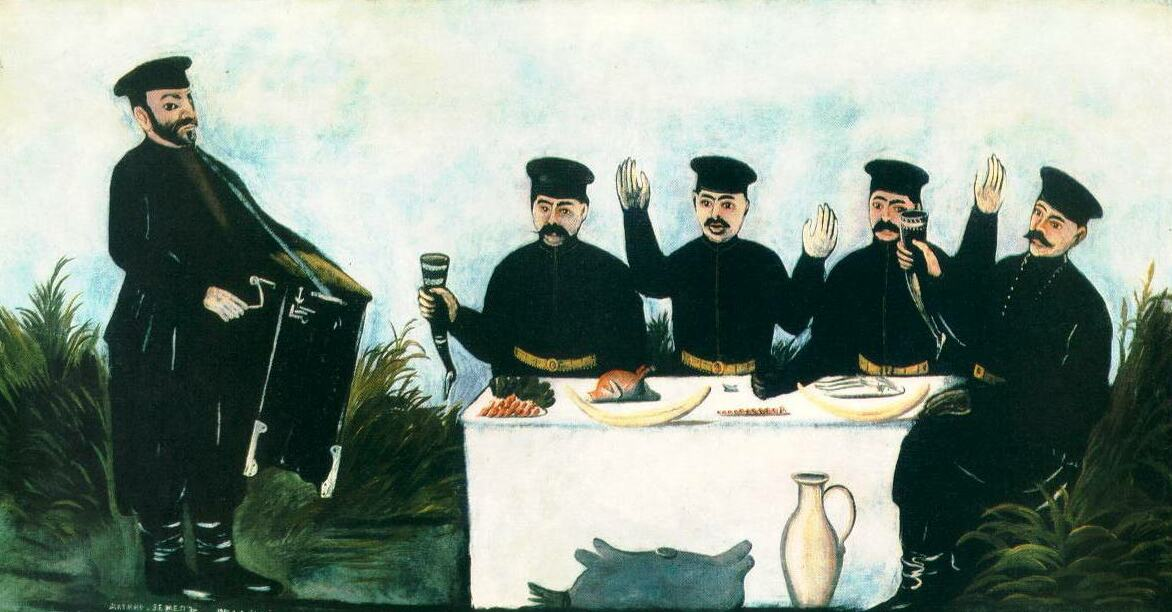
Pirosmani, chanson à boire avec un organiste

Les mravaljamieri (en géorgien :  მრავალჟამიერი, longue vie), ou mravalzhamieri, appartiennent à une famille de chansons populaires polyphoniques des régions de Kakhétie et de Kartlie en  Géorgie, composée de plusieurs genres musicaux,  musique rurale, chansons à boire et hymnes sacrés. 

## Musique rurale
Initialement originaire des campagnes de Kakhétie et de Kartlie, les chants de ce genre sont plus longs que les autres. Le texte est poétique et recourt aux aphorismes. La basse joue un rôle de bourdon, les première et deuxième voix complètent le chœur et produisent l’effet polyphonique. 
Les étapes sont répétées et la force du chant augmente graduellement, créant une forte charge émotionnelle. 

## Chansons à boire
Ce genre célèbre la santé du convive auquel le toast est adressé et sa réponse : le texte est court.

## Hymnes sacrés
Ce genre est un hymne à la nature, composé d’un seul mot, "mravaljamieri", chanté lors des cérémonies religieuses de l’Église orthodoxe géorgienne .
Au XIXe siècle, un genre complémentaire s’est développé sous les influences de la musique russe et de la musique européenne (allemande en particulier).